# Església de Metekhi
L'església Metekhi de la Nativitat de la Mare de Déu (georgià: მეტეხის ღვთისმშობლის შობის ტაძარი), coneguda simplement com a Metekhi, és una església cristiana ortodoxa georgiana situada a la riba esquerra del riu Kura. Es troba al penya-segat de Metekhi, davant del nucli antic de Tbilisi, Geòrgia. Gran part de l'estructura existent data de l'⁣Edat Mitjana i va ser construïda entre el 1278 i el 1289 dC sota el regnat del rei Demetri II de Geòrgia, tot i que la tradició oral fa que els orígens de Metekhi es remuntin al segle V.

## Descripció
Seguint una tradició de l'arquitectura georgiana de relació harmoniosa dels temples amb el paisatge natural circumdant, l'església de Metekhi va ser construïda per semblar una continuació creixent del penya-segat, visible des de molts punts de la ciutat. L'església quadrada de creu ocupa una superfície de 20 × 16 metres i es prolonga una mica verticalment. La façana oriental té tres absis convexos, sent l'absis central el més gran. No se'n coneix cap de similar entre les esglésies dels segles XI-XIII, cosa que la fa força única. La cúpula amb tambor està sostinguda internament per quatre pilars, que també és una característica més arcaica (dos pilars després del segle XI), així com projeccions semicirculars sobre pilars. Van ser renovades als segles XVI-XVII.

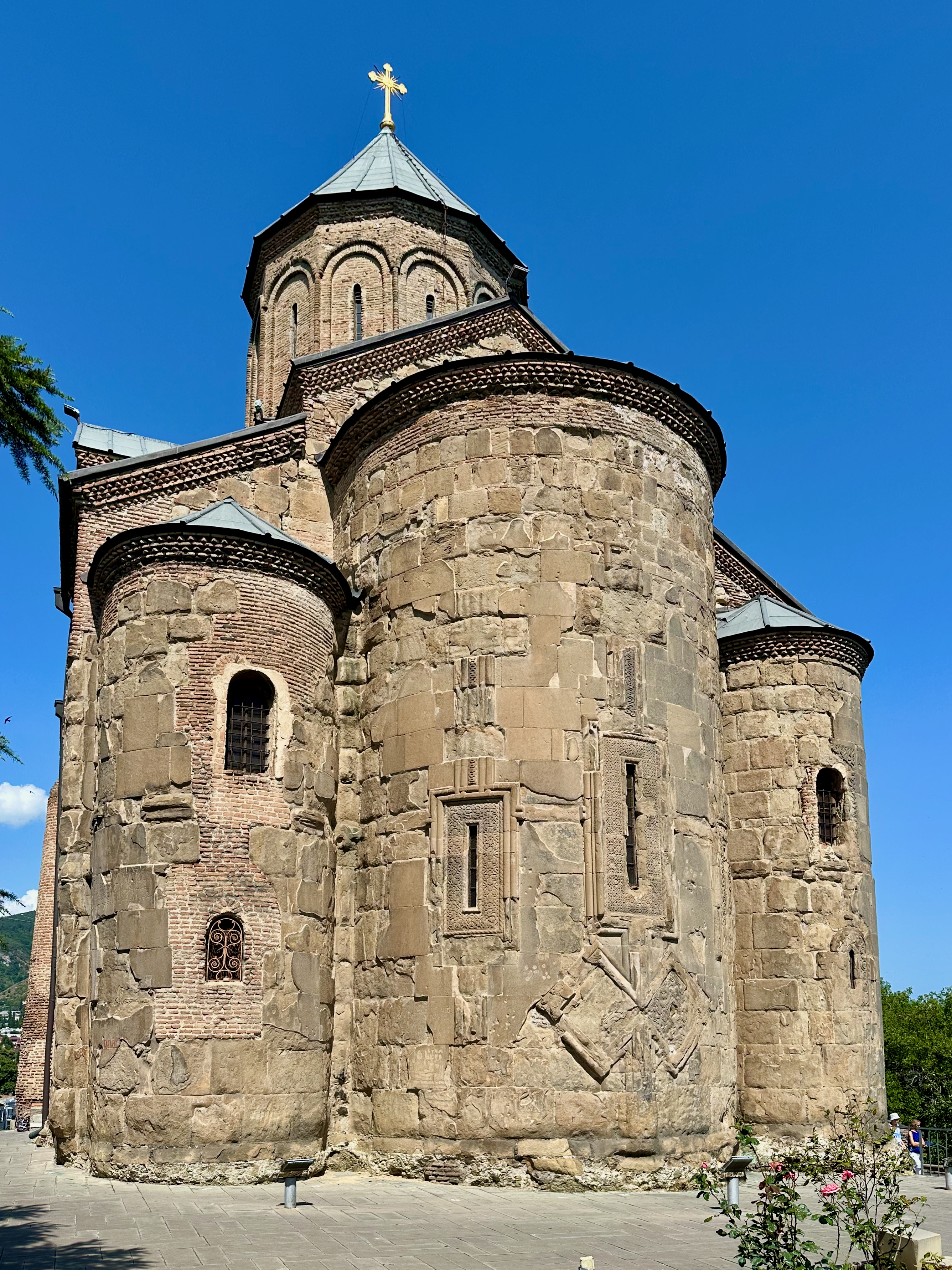
Els absis

Els arcs apuntats sota la cúpula daten dels segles XVI-XVII. El tambor va ser malmès per un llamp al segle XVII i restaurat al XVIII. L'església té un portal al costat nord, amb escales i entrada des de l'est. El portal també tenia una entrada occidental, que ja no existeix. La posició del portal a la part central del mur, en lloc de la part occidental, tampoc no és típica de l'arquitectura dels segles XI-XII.
Els murs estan fets de quadrats tallats, que no es conserven a la façana sud, on van ser substituïts per maons al segle XVIII. Els murs originals romanen als costats est i nord, a la part inferior de l'oest i a la part oriental del costat sud. L'entrada al mur sud també es va crear al segle XVIII.

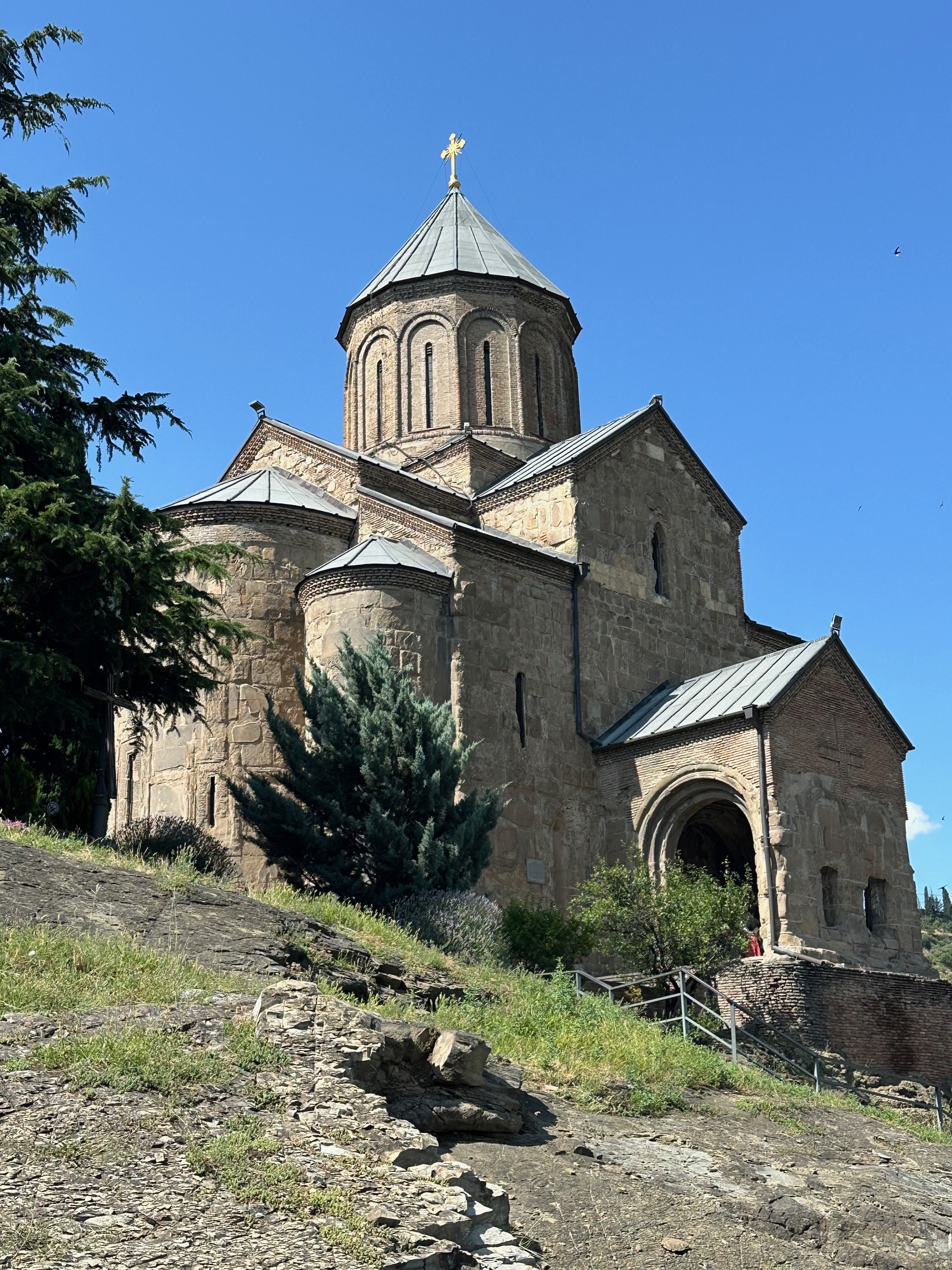
Vista general des del nord-est

Les decoracions exteriors de l'església, gravats rupestres georgians tradicionals, són característiques de l'Edat d'Or georgiana dels segles XI i XII. La façana oriental més ben conservada, amb tres absis, i la façana nord, amb el portal, contenen gravats rupestres decoratius. Les rosetes ròmbiques i els arquitraus convexos són els motius que s'utilitzaven habitualment en la decoració de les esglésies d'aquell període. Tanmateix, també falta arquitectura característica, excepte els passatges del portal. L'arquitrau de l'absis central té una creu ornamentada. Les decoracions són generalment inconnexes, força esquemàtiques i miniaturitzades, que són les característiques de l'estil del segle XIII.
No es van conservar murals interiors. Entre diverses icones, una, anomenada "100.000 màrtirs", explica un esdeveniment tràgic que va tenir lloc a Tbilisi el 1226. La ciutat va ser presa per les tropes del xa de Kwarazm, Jalal ad-Din. Va ordenar que les icones de l'església de Sioni fossin llançades al pont de Metekhi, i que els ciutadans de Tbilisi les trepitgessin o les decapitessin. La tradició eclesiàstica explica que hi va haver uns 100.000 habitants que van desobeir i van ser executats. Els seus caps flotaven riu avall del riu Kura.

## Història

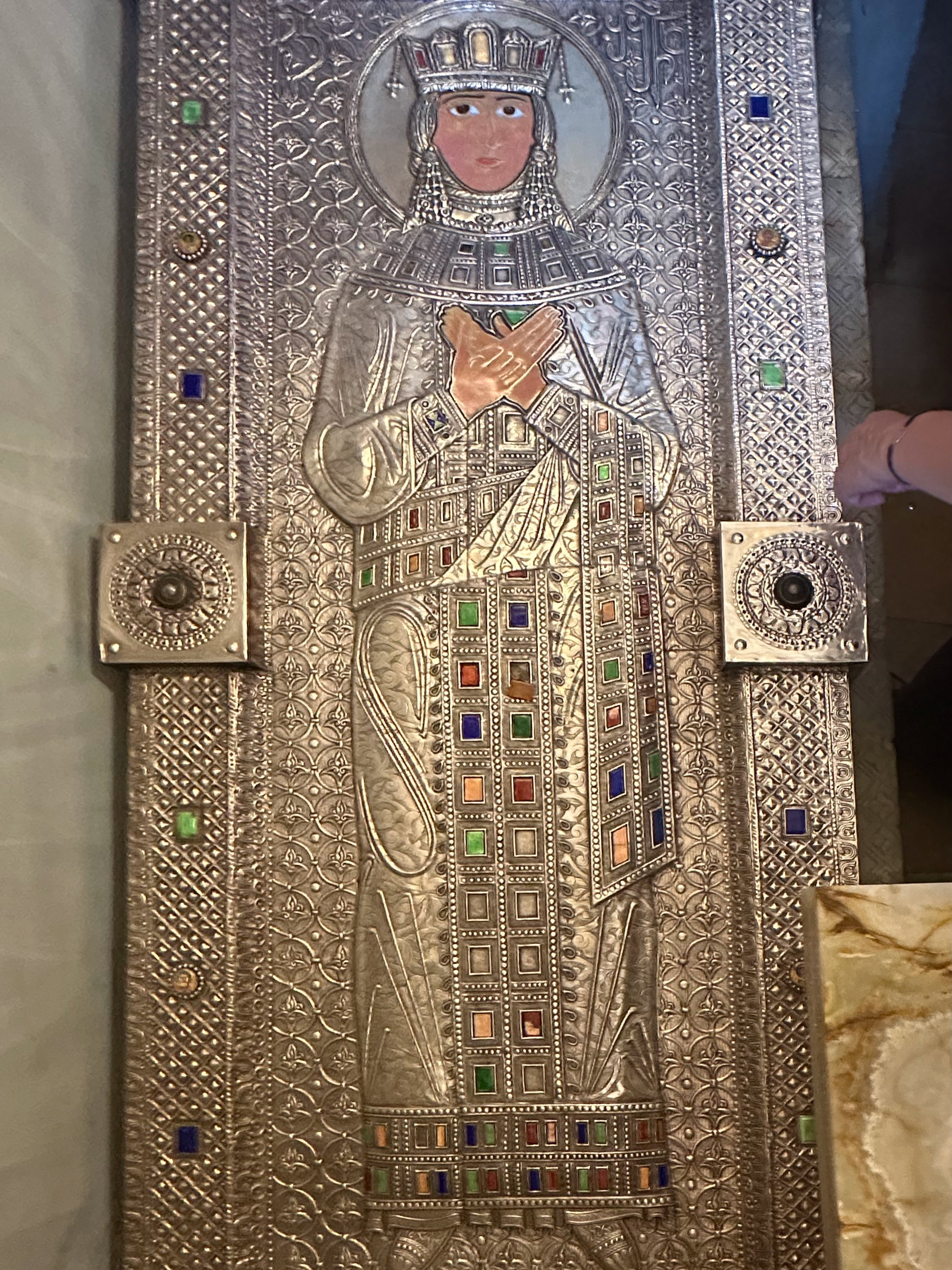
Imatge de santa Shushanik a l'església

La tradició oral atribueix la construcció de l’església al rei Vakhtang I Gorgasali al segle v, qui l’hauria erigit en església de la seva cort, o bé al seu fill Vatxe al segle VI, tot i que no existeix cap prova arqueològica ni documental que ho confirmi. La mateixa tradició situa la tomba de santa Shushanik a la sagristia de l’església. No obstant això, cap estudi no ho ha pogut confirmar. Alguns autors del segle XIX fins i tot esmenten l’any exacte, 455, com la data en què l’església hauria estat fundada per Vakhtang I.